# أيوب أيدين
أيوب أيدين (بالتركية: Eyüp Aydin)‏، (مواليد 2 أغسطس 2004) هو لاعب كرة قدم تركي ألماني يلعب في مركز الوسط في نادي بايرن ميونخ الثاني.